# Гоїв Юліан Іванович
Юліа́н-Володи́мир Іва́нович Го́їв (27 квітня 1894, Снятин, Королівство Галичини та Володимирії, Цислейтанія, Австро-Угорщина — 10 грудня 1937, Харків, УРСР, СРСР) — український і радянський військовий та громадський діяч. Член Українського студентського союзу у Львові, хорунжий легіону Українських січових стрільців (1914—1915), поручник 1-ї бригади Українських січових стрільців (1918—1920), пізніше — майор, начальник бронетанкового парку 23-ї стрілецької дивізії РСЧА у 1936—1937 роках.
Жертва сталінських репресій 1937 року. Посмертно реабілітований Національною реабілітаційною комісією 29 квітня 2025 року. Є першим січовим стрільцем з Івано-Франківської області, посмертно реабілітованим вже за часів незалежної України. Відповідно до чинного українського законодавства може бути причисленим до борців за незалежність України у XX столітті.

## Життєпис

### Ранні роки
Юліан Гоїв народився у Снятині в українській родині Анни Семенівни та Івана Григоровича Гоївих.
Батько був уродженцем містечка Куровичі на Львівщині. Гоїв-старший переїхав до Снятина наприкінці 1870-х років. У 1880 році він обійняв посаду піддячого на парафії Вознесенської церкви у Снятині. З 1886-го і до кінця життя був дяком церкви Михайлового Чуда у Снятині. Опісля смерті отця Теофіла Кобринського у 1882 році Іван Гоїв стає керівником дяківських курсів у Снятині. Був відомим хормейстером, якого особисто у грудні 1903 року за талановитий спів нагородив нотами з автографом Микола Лисенко під час його турне Галичиною та Буковиною. З 1905 року Гоїв-старший очолював міську касу «Прут».
Матір'ю Гоїва була донька снятинського мірника Семена Захаркевича, який виконував також і функції старости снятинського передмістя Балки. Дідусь Юліана Гоїва також був добре відомим мировим суддею, який вмів вирішувати будь-які конфлікти між жителями Снятина та Балок.
Юліан був найстаршим із чотирьох синів і другим з шести дітей подружжя, які дожили до дорослого віку. За походженням належав до українських міщан греко-католицького віросповідання.
У 1908—1912 роках — учень Снятинської цісарсько-королівської реальної школи. Протягом 1908—1909 навчального року здобував переважно відмінні оцінки. Найкраще юнакові давались іноземні мови та точні науки.
Восени 1912 року після завершення школи Юліан вступив до Технічного університету у Брно. Активний учасник Українського студентського союзу, в тому числі його Снятинської секції (1912—1914). 24 серпня 1912 року обраний заступником голови секції союзу. У ті ж роки дружив із майбутнім командармом ЧУГА, нарком'юстом та генпрокурором УСРР, а тоді ще членом радикальної партії та громадсько-політичним галицьким активістом Василем Порайком. Ця дружба була такою ж щирою, як і наміри Порайка одружитись зі старшою сестрою Юліана Ольгою.

### В українських збройних формуваннях
Початок Першої світової війни в серпні 1914 року Юліан Гоїв застав у себе вдома у Снятині. Тоді він перебував на літніх канікулах як студент. Попри вмовляння матері повертатись у Брно на навчання, юнак вирішив добровільно долучитись до Легіону УСС, який розпочав своє формування як військова частина.
До лав легіону Українських січових стрільців долучився у серпні 1914-го. Військову присягу склав 3 вересня в Стрию на Львівщині. 28 вересня 1914 року стрілець Юліан Гоїв був підвищений до вістуна (капрала). З листопада того ж року в чині десятника перебував у курені Сеня Ґорука. 25 грудня 1914 року зазнав поранення розривною кулею у стегно в боях біля Воловця на Закарпатті. Перебував на тривалому лікуванні в шпиталі при Мукачівському замку.
Взимку 1915 року пройшов лейтенантські курси при корпусі Гофмана 11-ї австрійської армії в Мукачеві, де отримав звання хорунжого. На початку весни 1915 року у званні хорунжого командував четою в 1-й сотні Українських січових стрільців. 4 травня в ході евакуації з позицій УСС хорунжий був поранений у ногу на Маківці, де того ж дня потрапив до російського полону. Австрійський дослідник легіону УСС Ернст Рутковський вказує, що Юліан Гоїв потрапив у полон під час евакуації січових стрільців з власних позицій, перед якими сили ворога переважали. Рутковський зауважує, що в боях за Маківку українські легіонери втратили 35 стрільців вбитими, 69 були поранені, а ще 16 українців потрапили в полон.

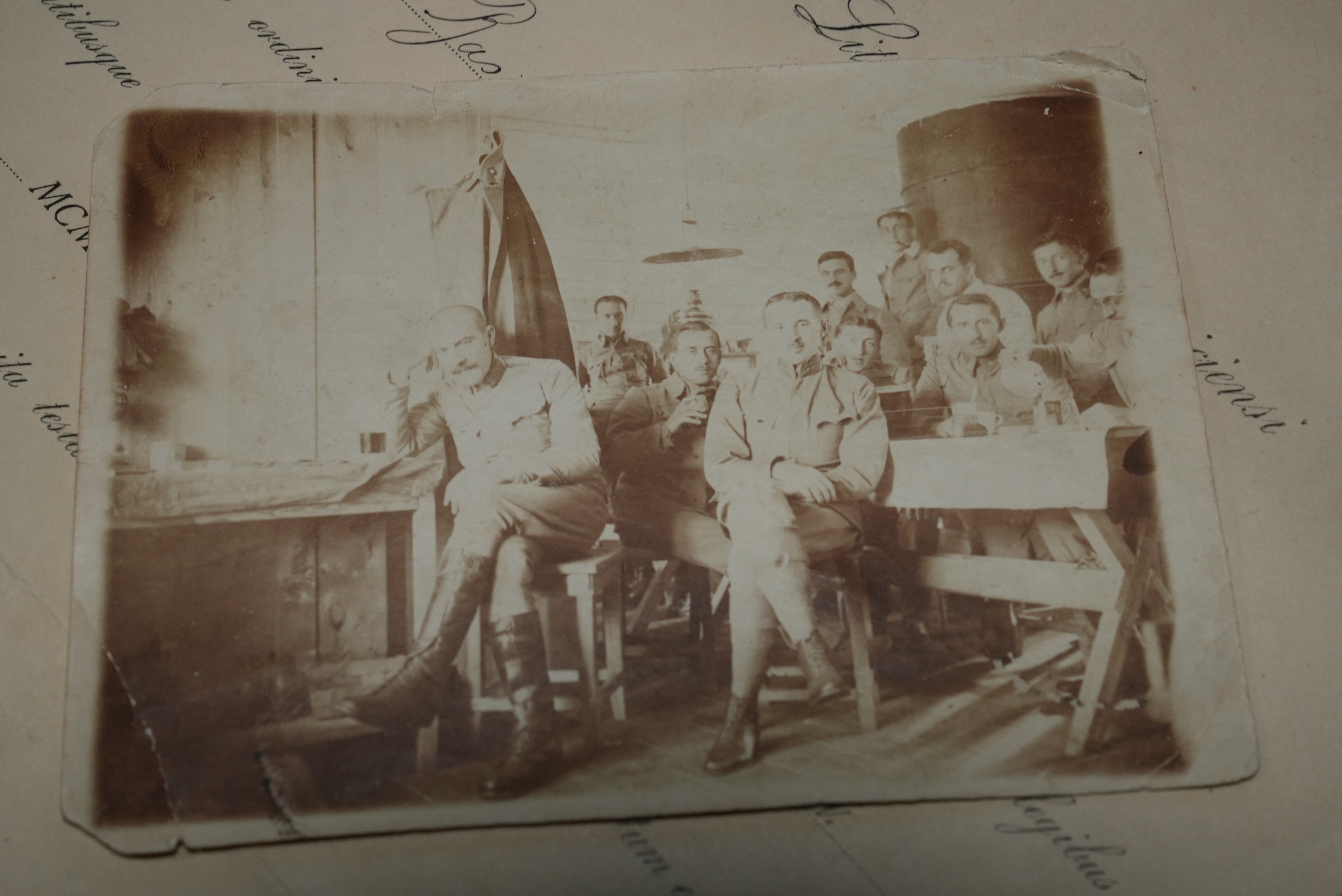
Юліан Гоїв і Євген Коновалець п'ють чай у російському таборі для полонених у Чорному Ярі, серпень 1915.

Від червня 1915 і до початку 1918 року Гоїв перебував у полоні в Чорному Ярі Астраханської губернії. Окрім нього, ще одним українцем у таборі був Богаченко (ім'я та по батькові невідомі). Один рік провів в одному бараку з Василем Порайком та Євгеном Коновальцем. Спільно з останнім був лідером серед полонених австро-угорців у Чорному Ярі. За даними Петра Сіреджука, Юліана Гоїва також тримали в таборах для військовополонених австро-угорців в Астрахані та Царицині . За однією з версій звільнився з полону за сприяння Євгена Коновальця у вересні 1917 року, за іншою — зміг покинути табір військовополонених на зламі 1917/1918 років.
На початку 1918 року на короткий час повернувся додому в Снятин. Покращивши свій стан здоров'я, Юліан Гоїв згодом повернувся в Легіон УСС. Влітку 1918 року разом зі своєю частиною перебував на Наддніпрянщині. З грудня 1918 по січень 1920 року служив у складі 1-ї бригади УСС Української галицької армії на командних постах. Брав участь у битвах за Львів і Хирів, боровся з польськими окупантами під час Вовчухівської та Чортківської офензив. З листопада 1918-го по 1 березня 1919 року перебував у ранзі хорунжого. З 1 березня по 4 липня 1919 — четар, з 4 липня 1919 по квітень 1920 року — поручник. До літа 1919 року був командиром чети (взводу), з липня 1919 — командир сотні.

### На службі в ЧУГА та РСЧА
У березні — квітні 1920 року — командир 2-го куреня 1-ї бригади УСС ЧУГА. 24 квітня 1920 року, щоб уникнути оточення польськими військами й не йти в бій з колишніми побратимами з Дієвої армії УНР, курінь Юліана Гоїва вийшов з позицій біля села Махнівка в напрямку Черкас. 1 травня 1920 року зі слів сотника УГА Ганса Коха, курінь Гоїва був на марші поблизу села Дзюнків. У розташування куреня Гоїва Г. Кох зміг пробитися в одній компанії з Михайлом Михайликом (замполіт ЧУГА) та Володимиром Затонським (член реввійськради 12-ї армії). Кох також стверджував, що згодом курінь Гоїва (реорганізований у 1-й полк ЧУСС/1-й червоний Галицький полк РСЧА) став останньою частиною ЧУГА, яка діяла проти поляків до вересня 1920 року . Колишній комісар 1-го червоного галицького полку Іван Сірко (1920—1921) такого командира 1-го Червоного галицького полку як Юліан Гоїв у своїх мемуарах не згадує. Дослідник ЧУГА Олексій Васечко довів, що наприкінці травня 1920 року Юліан Гоїв здав командування куренем командиру однієї із сотень — четарю Петру Шереметі .

У 1920—1923 роках обіймав посади начальника розвідки 132-ї Пластунської бригади (з 1921 року — полку) 44-ї дивізії РСЧА, був ад'ютантом командира бригади/полку та служив на інших посадах у цій військовій частині. У період служби при штабі Українського військового округу Юліан Гоїв продемонстрував значний кар'єрний поступ. У цьому активно сприяв йому начальник відділу розвідки УВО Густав Баар, який був його очільником з 1921 по 1933 роки. Завдяки володінню польською, англійською, французькою та німецькою мовами Юліан Гоїв очолив інформаційний сектор у складі відділу розвідки УВО. 

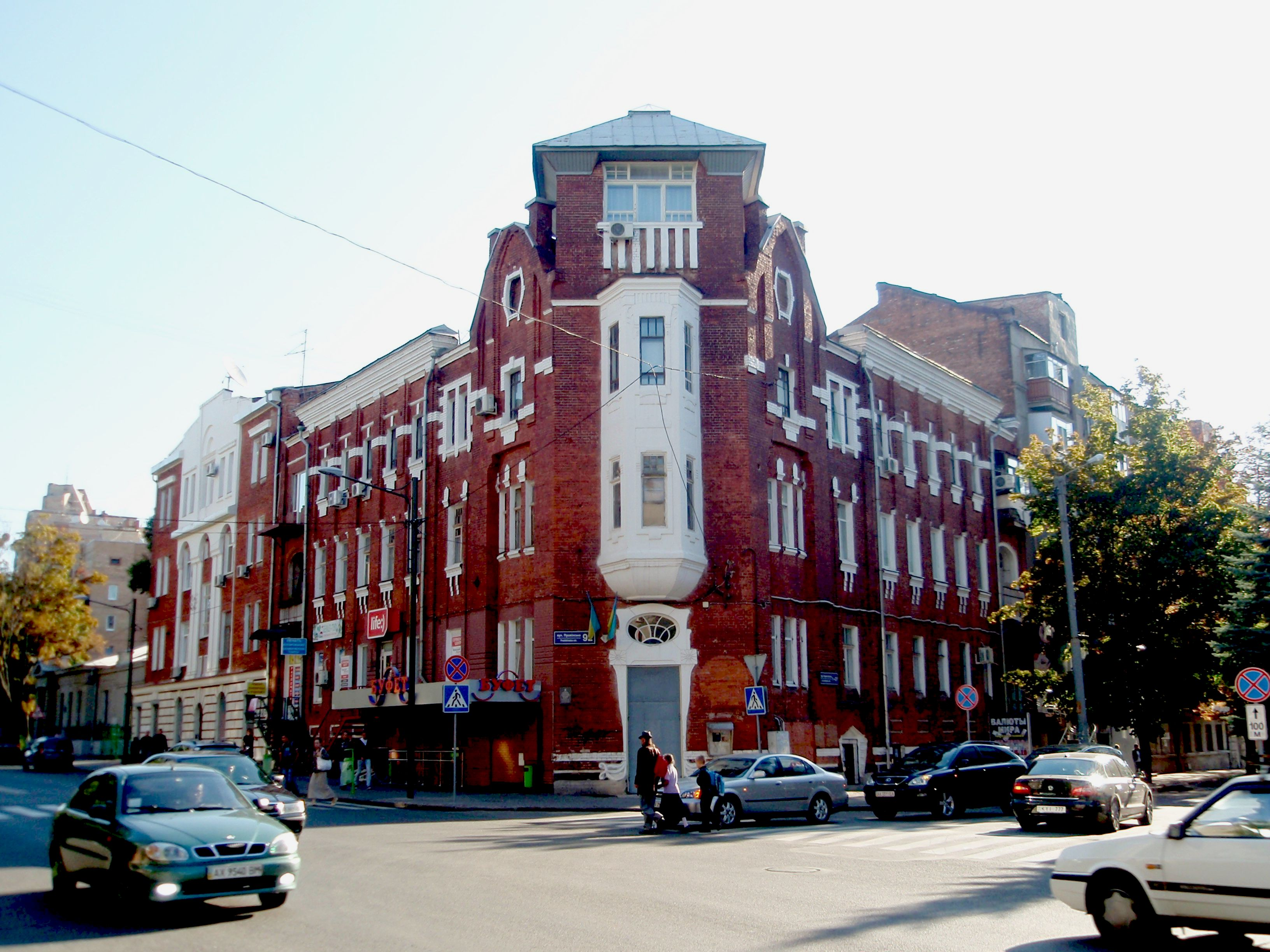
Будинок у Харкові на вул. Пушкінській, 92, де Юліан Гоїв жив у 1924—1937.

З 1924 року Юліан Гоїв проживав у Харкові. Він мешкав за адресою вулиця Пушкінська (нині — вулиця Григорія Сковороди), будинок № 92, квартира № 13, спільно з дружиною Оленою Тимофіївною Гоїв-Рибалко, яка за фахом була лікарем-хірургом. Дружина Гоїва була уродженкою Слов'янська сучасної Донецької області з родини держслужбовця. 1928 року за сприяння Юліана з Чехословаччини на Харківщину переїхав його молодший брат Омелян, який пізніше мешкав у смт Покотилівка.
З квітня 1924 по лютий 1925 року Юліан Гоїв обіймав посаду помічника начальника розвідувального відділу. В 1926 році навчався в Заочній академії РСЧА. Згодом працював співробітником для особливих доручень 1-го розряду при Революційній військовій раді. У лютому 1925 року був призначений на посаду помічника начальника стройового та комплектувального відділу управління при штабі УВО, яку обіймав до липня 1927 року. Після цього вдруге став помічником начальника розвідувального відділу в Густава Баара, де працював до грудня 1932 року. З травня 1930 по квітень 1935 року навчався на заочному відділенні Вечірньої військової академії РСЧА при Центральному будинку Червоної армії ім. М. В. Фрунзе.
У 1932 році завершив навчання на бронетанкових курсах у Ленінграді. У 1932—1936 роках — військовий керівник автотракторного технікуму при ХТЗ. Ймовірно, цю посаду він дістав як по завершенню бронетанкових курсів, так і через наявність незакінченої вищої освіти в Технічному університеті у Брно. 13 березня 1936 року Юліану Гоїву надали звання майора РСЧА. З осені 1936 — начальник автобронетанкового парку 23-ї стрілецької дивізії РСЧА. Під час служби часто вдавався до критики вищого командування, зокрема через русифікацію частин Червоної армії в УСРР. З 1921 року і до кінця життя перебував під спостереженням спецслужб як колишній український офіцер.

### Арешт та смерть
22 вересня 1937 року заарештований у Харкові. Після арешту в помешканні обшук не проводили. Допити Юліана Гоїва слідчими особливого відділу Харківського військового округу тривали з жовтня по листопад 1937 року. У вироку виїзної колегії Верховного суду СРСР обвинувачувався по статті 54 п. 1-б, 8 та 11 Кримінального кодексу УРСР. 10 грудня 1937 року засуджений до страти через розстріл. Вирок виконано того ж дня у Харкові:
| ВИРОК Іменем Союзу Радянських Соціалістичних Республік виїзна сесія Військової колегії Верховного Суду СРСР у складі: - Головуючого — диввійськюриста Є. Ф. Орлова - Членів — бригвійськюриста І. М. Зарянова і військриста 1-го рангу Ф. А. Климина - При секретарі військюриста 1-го рангу А. А. Ватнер На закритому судовому засіданні в м. Харкові 10 грудня 1937 року, розглянула справу за обвинуваченням: Гоїва Юліана Івановича, 1894 р.н., колишнього начальника автобронетанкових військ 23-ї стрілецької дивізії, майора — у злочинах, передбачених статтями 54-1-б, 54-8 і 54-11 КК УРСР. Попереднім судовим слідством встановлено, що підсудний Гоїв, починаючи з 1921 року, вів активну боротьбу проти радянської влади: а)Починаючи з 1921 року, займався шпигунством проти СРСР на користь Німеччини та Польщі, систематично передаючи іноземним розвідкам відомості, що становили державну таємницю; б) з 1924 року входив до складу контрреволюційної націоналістичної та терористичної організації та брав активну участь у її діяльності. ДОВІДКА Вирок про розстріл Гоїва Юліана Івановича приведений у виконання в м. Харкові 10 грудня 1937 р. Акт про приведення вироку у виконання зберігається в особливому архіві 1-го спецвідділу НКВС СРСР, том № 79 СПРАВА № 53099 за обвинуваченням Гоїва Юліана Івановича за статтею 54 п. 1-б, 8 та 11 Кримінального кодексу УРСР. Оригінальний текст (рос.) ПРИГОВОР Именем Союза Советских Социалистических Республик выездная сессия Военной коллегии Верховного Суда СССР в составе: Председательствующего — диввоенюриста Е. Ф. Орлова Членов — бригвоенюриста И. М. Зарянова и военюриста 1 ранга Ф. А. Климина При секретаре — военюриста 1 ранга А. А. Ватнер В закрытом судебном заседании в г. Харькове 10 декабря 1937 года рассмотрела дело по обвинению: Гоева Юлиана Ивановича, 1894 г.р., бывшего начальника автобронетанковых войск 23-й стрелковой дивизии, майора — в преступлениях, предусмотренных статьями 54-1-б, 54-8 и 54-11 УК УССР. Предварительным судебным следствием установлено, что подсудимый Гоев, начиная с 1921 года, вел активную борьбу против советской власти: а) начиная с 1921 года, занимался шпионажем против СССР в пользу Германии и Польши, систематически передавая иностранным разведкам сведения, составляющие государственную тайну; б) с 1924 года входил в состав контрреволюционной националистической и террористической организации и принимал активное участие в её деятельности. СПРАВКА Приговор о расстреле Гоева Юлиана Ивановича приведён в исполнение в г. Харькове 10 декабря 1937 г. Акт о приведении приговора в исполнение хранится в особом архиве 1-го спецотдела НКВД СССР, том № 79. ДЕЛО № 53099 по обвинению Гоева Юлиана Ивановича по статьям 54 п. 1-б, 8 и 11 Уголовного кодекса УССР. |
11 грудня 1937 року Олені Гоїв-Рибалко слідчі віддали мундир її страченого чоловіка. Місце поховання невідоме. Згідно з архівними даними, громадянство СРСР не приймав.
7 березня 1938 року прізвище Юліана Гоїва було згадане у доповіді наркома внутрішніх справ Миколи Єжова Йосипу Сталіну як одне з тих, яке було озвучене допитуваним слідчими НКВС у Москві командармом 2-го рангу Іваном Дубовим. У своїх свідченнях колишній очільник Харківського військового округу Іван Дубовий назвав Юліана Гоїва родичем Василя Порайка.

## Реабілітація
В радянські часи посмертна реабілітація Юліана Гоїва проведена не була. Повторний перегляд справи без подальших результатів мав місце в 1954—1955 роках у військовій прокуратурі Київського військового округу.
Для встановлення історичної справедливості, 3 жовтня 2024 року івано-франківський історик Андрій Бойда подав заяву до Івано-Франківської регіональної реабілітаційної комісії при Івано-Франківській ОДА з проханням реабілітувати Юліана Гоїва посмертно. 29 листопада 2024 року регіональна комісія задовольнила заяву Бойди та рекомендувала Національній реабілітаційній комісії при Українському інституті національної пам'яті реабілітувати Юліана Гоїва посмертно. Національна комісія отримала матеріали у січні 2025 року. Станом на березень 2025 року заява Андрія Бойди щодо реабілітації Гоїва перебувала на стадії розгляду.

29 квітня 2025 року рішенням засідання № 35 Національної комісії з реабілітації Юліан Іванович Гоїв був реабілітований посмертно. Є першим січовим стрільцем з Івано-Франківщини, посмертно реабілітованим вже за часи незалежної України. Посмертна реабілітація Юліана Гоїва зайняла 7 місяців. Свою ініціативу щодо посмертної реабілітації Юліана Гоїва історик Андрій Бойда прокоментував для Івано-Франківського Суспільного у липні 2025 року так:
«З одного боку, так: ти людину вже не повернеш фізично. Це зрозуміло. Але тут така моральна справедливість. Ти доводиш, що людину дійсно незаконно позбавили життя, що вона була чиста, невинна, і зі спокійною душею розумієш, що виконав ту місію, яку не встигли зробити ні рідня, ні, наприклад, дружина, ні ще хтось».
6 липня 2025 року на Ютуб-каналі «Суспільне Івано-Франківськ» було показано сюжет під назвою «Січового стрільця Юліана Гоїва з Франківщини реабілітували через 87 років після розстрілу». В ньому Андрій Бойда розповів про свою успішну ініціативу щодо посмертної реабілітації поручника Гоїва. З боку родини Гоївих розповідь про життєпис Юліана вів онук його старшої сестри Ольги Олександр Отава. Він також запропонував перейменувати вулицю Валову у Снятині на вулицю братів Гоївих. З його ж слів, така ініціатива належала депутату Снятинської міськради Григорію Дутчаку в 1990-х роках.

## Нагороди
- До 10-ї річниці Жовтневої революції був нагороджений іменним золотим годинником (1927)[21].

## Родина
- Батьки
  - Гоїв Іван Григорович — батько. Громадський і церковний діяч на Покутті[39].
  - Гоїв Анна Семенівна — мати[22].
- Брати та сестри
  - Гоїв Євген Іванович — молодший брат. Український військовий і громадський діяч, сотник Українських січових стрільців[8][22].
  - Гоїв Омелян Іванович — молодший брат[8].
  - Гоїв Зенон Іванович — молодший брат. Український військовий та громадсько-культурний діяч, член ОУН[8].
  - Гоїв Ольга Іванівна — старша сестра[8].
  - Гоїв Наталія Іванівна — молодша сестра[8].
- Дружина
  - Гоїв-Рибалко Олена Тимофіївна — дружина. Лікар-хірург Харківської обласної поліклініки. Дітей у подружжя не було[8][22].